# Ричардс, Джордж Максвелл
Джордж Максвелл Ричардс (также известен как Макс Ричардс; 1 декабря 1931, Сан-Фернандо, Тринидад и Тобаго — 8 января 2018, Порт-оф-Спейн, Тринидад и Тобаго) — тринидадо-тобагианский политический деятель. Президент Тринидада и Тобаго (2003—2013).
По образованию — химик-технолог.

## Президентство
Хотя должность Президента является в первую очередь церемониальной, Ричардс критиковал рост преступности в Тринидаде и Тобаго. Он также был хорошо известен своей причастностью к Карнавалу. Он стал первым Президентом Тринидада и Тобаго, который не был юристом. Ричардс был переизбран на второй пятилетний срок в качестве президента 11 февраля 2008 года коллегией выборщиков. Он был единственным кандидатом, и избирательная коллегия заседала всего три минуты. В мае 2009 года Ричардс обратился с призывом к нации уйти в отставку из-за назначения комиссии по вопросам целостности Тринидада и Тобаго, члены которой подали в отставку по различным причинам в течение недели после приведения к присяге 1 мая 2009 года, когда Ричардс отправился в трёхнедельный отпуск за границу. В телевизионном обращении к народу 29 мая 2009 года он сказал, что не запятнал свою личность, и поэтому не видит повода для ухода в отставку. Он оставался в должности до 2013 года, когда его сменил на посту главы государства Энтони Кармона.
Умер 8 января 2018 года от сердечной недостаточности в частной больнице WestShore Medical в Порт-оф-Спейне в возрасте 86 лет.